# Gulijan
Gulijan (cyr. Гулијан) – wieś w Serbii, w okręgu niszawskim, w gminie Svrljig. W 2011 roku liczyła 134 mieszkańców.